# Zimowy Olimpijski Festiwal Młodzieży Europy 2017
Zimowy Olimpijski Festiwal Młodzieży Europy 2017 – trzynasta edycja zimowego olimpijskiego festiwalu młodzieży Europy, która odbyła się w lutym 2017 roku w tureckim Erzurum. Początkowo zawody miały się odbyć w Sarajewie, jednakże z powodu problemów finansowych zawody przeniesiono na 2019 rok.

## Konkurencje
- biathlon (wyniki)
- biegi narciarskie (wyniki)
- narciarstwo alpejskie (wyniki)
- łyżwiarstwo figurowe (wyniki)
- snowboarding (wyniki)
- skoki narciarskie (wyniki)
- short track (wyniki)
- hokej na lodzie (wyniki)

## Klasyfikacja medalowa
| L.p. | Państwo         |    |   |    | Razem |
| ---- | --------------- | -- | - | -- | ----- |
| 1.   | Rosja           | 19 | 9 | 11 | 39    |
| 2.   | Francja         | 7  | 8 | 6  | 21    |
| 3.   | Słowenia        | 5  | 2 | 3  | 10    |
| 4.   | Włochy          | 2  | 1 | 6  | 9     |
| 5.   | Finlandia       | 1  | 5 | 4  | 10    |
| 6.   | Polska          | 1  | 1 | 2  | 4     |
| 7.   | Czechy          | 1  | 1 | 1  | 3     |
| 8.   | Luksemburg      | 1  | 1 | 0  | 2     |
| 9.   | Litwa           | 1  | 0 | 0  | 1     |
| 10.  | Ukraina         | 0  | 3 | 0  | 3     |
| 11.  | Holandia        | 0  | 2 | 1  | 3     |
| 11.  | Turcja          | 0  | 2 | 1  | 3     |
| 13.  | Białoruś        | 0  | 1 | 0  | 1     |
| 13.  | Chorwacja       | 0  | 1 | 0  | 1     |
| 13.  | Estonia         | 0  | 1 | 0  | 3     |
| 16.  | Gruzja          | 0  | 0 | 1  | 1     |
| 16.  | Słowacja        | 0  | 0 | 1  | 1     |
| 16.  | Wielka Brytania | 0  | 0 | 1  | 1     |